# Giorgio Neideck
Giorgio Neideck (... – Verona, 5 giugno 1514) è stato principe vescovo di Trento dal 1505 al 1514.

## Biografia

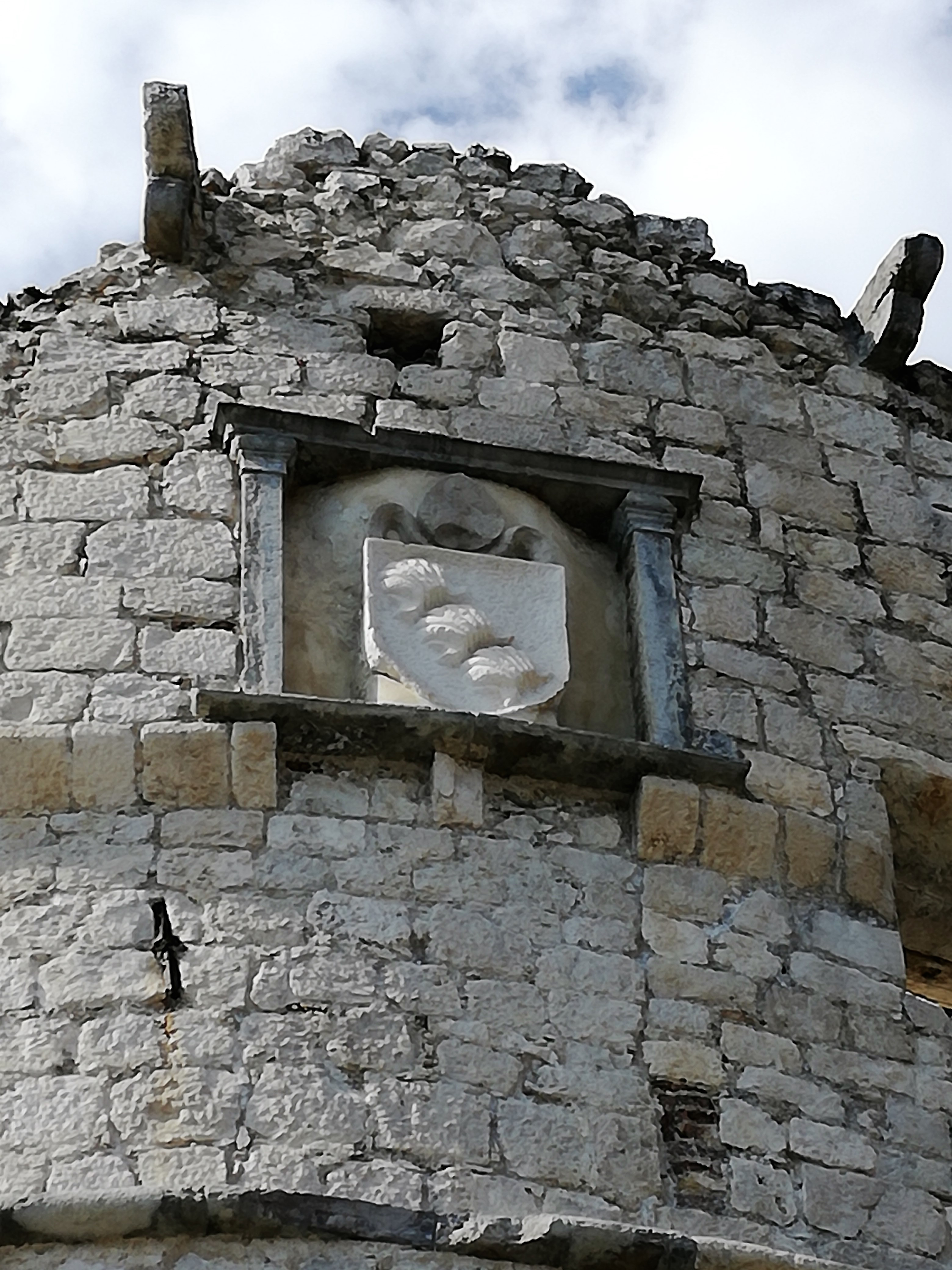
Stemma di Giorgio Neideck sul Bastione di Riva del Garda

Figlio del capitano generale di Castel Pergine, Giorgio Neideck apparteneva a una famiglia nobile austriaca. Studiò lettere all'Università di Vienna e si laureò in utroque iure a Bologna. Successivamente fu rettore del ginnasio di Bologna, canonico di Trento e Bressanone e cancelliere dell'imperatore Massimiliano I d'Asburgo.
Nel 1502 il principe vescovo di Trento Udalrico Lichtenstein lo nominò coadiutore. Il 16 settembre 1505 Udalrico morì e pochi giori dopo, il 24 settembre, il Capitolo elesse Neideck come suo successore. Prese possesso della diocesi il 9 ottobre, fu confermato da Papa Giulio II il 5 giugno 1506, e ricevette il potere temporale da Massimiliano nel 1507. Lo stesso anno o quello successivo celebrò un sinodo diocesano.
Il 3 febbraio 1508 Massimiliano, diretto a Roma per l'incoronazione ma bloccato dalla Repubblica di Venezia, arrivò a Trento e il giorno successivo in Duomo fu proclamato imperatore romano eletto dal vescovo Matthäus Lang, con il consenso del papa. Nel 1509, durante la guerra della Lega di Cambrai, Neideck riprese il controllo di Riva del Garda e della Valle di Ledro, in precedenza possedimenti veneziani. Fu governatore di Verona durante il periodo dell'occupazione imperiale.
Morì, forse avvelenato, il 5 giugno 1514. Fu sepolto nel Duomo di Trento. Gli succedette Bernardo Clesio.